# Isolotto Pomo
L'isolotto Pomo o scoglio Pomo (in croato otok Jabuka) è un isolotto vulcanico disabitato nel mare Adriatico, sito tra Pescara e Spalato, circa 70 km ad ovest dell'Isola di Lissa e circa 21 M a nord-ovest di Sant'Andrea in Pelago; la distanza dalla costa abruzzese (Giulianova) è di circa 126 km mentre da quella dalmata (Rogosnizza) è di 61 km. Fa parte dell'arcipelago di Lissa ed amministrativamente appartiene al comune di Comisa, nella regione spalatino-dalmata.
L'isola ha una superficie di 0,022 km², uno sviluppo costiero di 0,715 km; la sua altezza è di 100,4 m. Le coste sono ripide e scoscese e l'unico accesso all'isola, che può avvenire solo in condizioni meteorologiche favorevoli, è quello sito a sud-ovest.

## Flora e fauna
Sull'isola è presente una specie endemica di lucertole nere (Podarcis melisellensis pomoensis) e di altre piante come la Centaurea jabukensis e la Centaurea crithmifolia, entrambe del genere Centaurea.

## Caratteristiche geologiche
Le scogliere dell'isola sono alte 97 metri.
Allo scoglio Pomo è legato uno strano fenomeno: non appena un'imbarcazione le si avvicina, le bussole impazziscono: il fatto è spiegabile tenendo presente la grande quantità di magnetite presente nelle rocce dell'isola.

### Cartografia
- (HR) Mappa topografica della Croazia 1:25000, su preglednik.arkod.hr. URL consultato il 29 dicembre 2016.

## Voci correlate

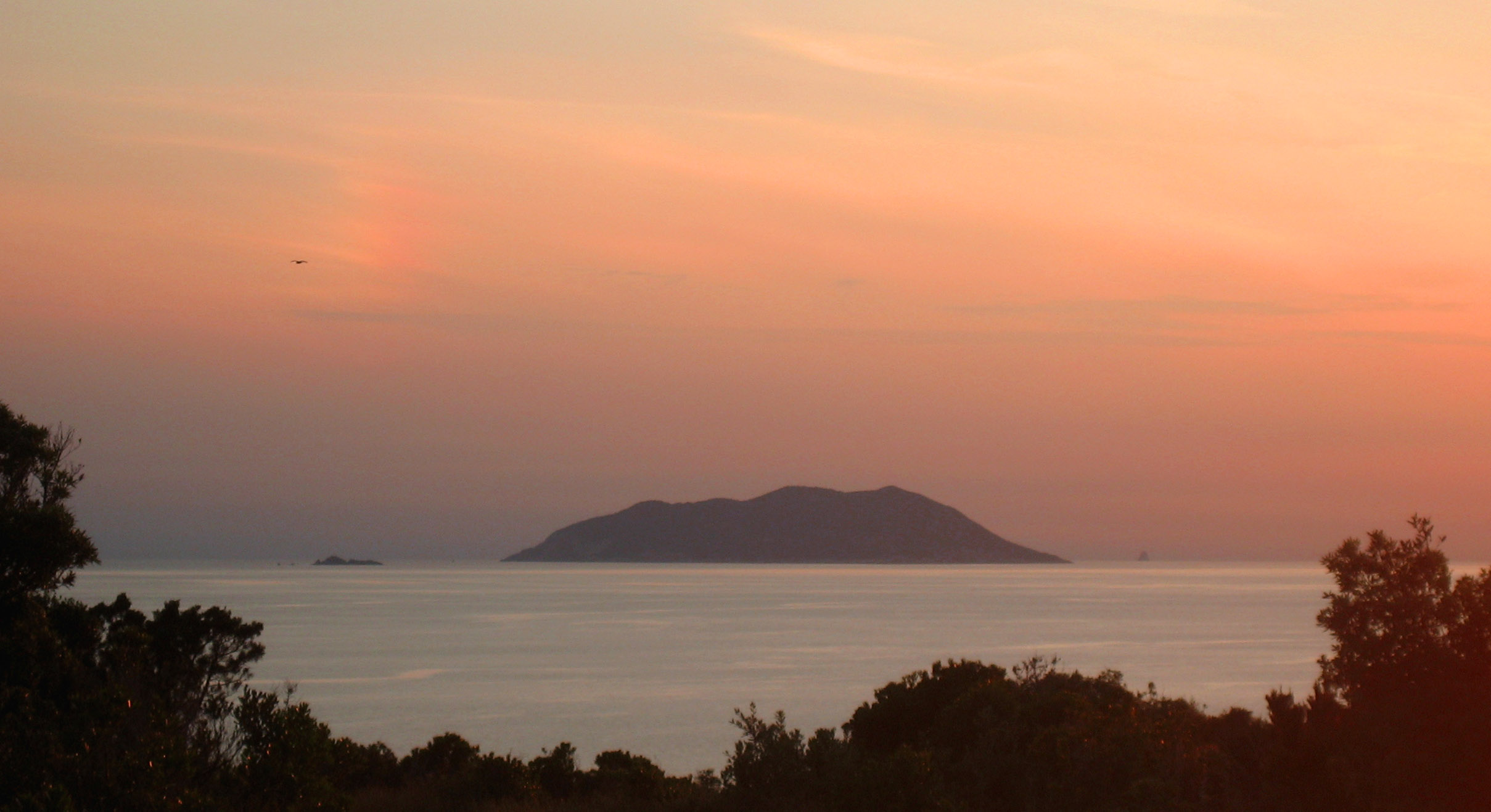
L'isola del Pomo vista da Busi, a destra dell'isola di Sant'Andrea